# شقران
السُّحَام أو المَرَق أو الشقران أو البوشيني[بحاجة لمصدر] (الاسم العلمي:Puccinia) هو جنس من الفطريات يتبع فصيلة الشقرانية من رتبة الشقرانيات. بوشيني هو تعريب بتصرف للإسم اللاتيني Puccinia.

## الأنواع
أنواع هذا الجنس:
- كود سباركل
- تحديث القائمة

نوع:بوشيني أصفر البذور 
اسم علمي: Puccinia xanthosperma

نوع:بوشيني إكليلي 
اسم علمي: Puccinia coronata

نوع:بوشيني ألبي 
اسم علمي: Puccinia alpina

نوع:بوشيني بليزي 
اسم علمي: Puccinia belizensis

نوع:بوشيني جريسي 
اسم علمي: Puccinia campanulae

نوع:بوشيني جنوبي 
اسم علمي: Puccinia australis

نوع:بوشيني شمالي 
اسم علمي: Puccinia borealis

نوع:بوشيني شواك 
اسم علمي: Puccinia ferox

نوع:بوشيني صخري 
اسم علمي: Puccinia rupestris

نوع:بوشيني صيني 
اسم علمي: Puccinia sinica

نوع:بوشيني عصوي 
اسم علمي: Puccinia virgata

نوع:بوشيني قزمي 
اسم علمي: Puccinia pygmaea

نوع:بوشيني كاليفورني 
اسم علمي: Puccinia californica

نوع:بوشيني مزعج 
اسم علمي: Puccinia vexans

نوع:بوشيني مزيف 
اسم علمي: Puccinia notha

نوع:بوشيني مشابه 
اسم علمي: Puccinia affinis

نوع:بوشيني مشرقي 
اسم علمي: Puccinia orientalis

نوع:شقران أبرامزي 
اسم علمي: Puccinia abramsii

نوع:شقران أخيلي 
اسم علمي: Puccinia achilleae

نوع:شقران أزتيكي 
اسم علمي: Puccinia azteca

نوع:شقران الغفة 
اسم علمي: Puccinia aristidae

نوع:شقران الفول السوداني 
اسم علمي: Puccinia arachidis

نوع:شقران الكاكو 
اسم علمي: Puccinia cacao

نوع:شقران النعناع 
اسم علمي: Puccinia menthae

نوع:شقران ثومي 
اسم علمي: Puccinia allii

نوع:شقران رفيع 
اسم علمي: Puccinia angustata

نوع:شقران صيفي 
اسم علمي: Puccinia aestivalis

نوع:شقران لاطئ 
اسم علمي: Puccinia sessilis

نوع:شقران متغير 
اسم علمي: Puccinia variabilis

نوع:شقران محير 
اسم علمي: Puccinia perplexans

نوع:شقران هليوني 
اسم علمي: Puccinia asparagi

نوع:صدأ الساق 
اسم علمي: Puccinia graminis

نوع:صدأ أوراق القمح 
اسم علمي: Puccinia triticina
يحتوي هذا الجنس على حوالي أربعة الاف نوع:
- قائمة أنواع البوشيني